# Molly Kreklow
Molly Kreklow (ur. 17 lutego 1992 w St. Louis Park) – amerykańska siatkarka, grająca na pozycji rozgrywającej. Od sezonu 2016/2017 miała występować we włoskiej Serie A, w klubie Liu Jo Nordmeccanica Modena.

## Sukcesy klubowe
Mistrzostwo Niemiec:
- 2015

Mistrzostwo Turcji:
- 2016

## Sukcesy reprezentacyjne
Mistrzostwa Ameryki Północnej, Środkowej i Karaibów Kadetek:
- 2008

Mistrzostwa Ameryki Północnej, Środkowej i Karaibów Juniorek:
- 2010

Puchar Panamerykański:
- 2014[3]

Grand Prix:
- 2015

Puchar Świata:
- 2015

Mistrzostwa Ameryki Północnej, Środkowej i Karaibów:
- 2015

## Nagrody indywidualne
- 2015 - Najlepsza rozgrywająca Grand Prix